# Zyzomys
Zyzomys — рід мишоподібних гризунів родини мишеві (Muridae). Поширені в Австралії. де їх називають скельними щурами (англ. rock rats) або товстохвостими щурами (англ. thick-tailed rats). Виділяють п'ять видів.

## Морфологія
Гризуни цього роду сягають довжини від 9 до 18 см; довжини хвостів від 9 до 14 см. Вага варіюється від 35 до 139 грам. Шерсть груба, майже колюча на дотик, сіра або коричневата на спині і білувата на животі. Прикметним є товстий хвіст. З віком тварини хвіст товстішає.

## Екологія
Ці гризуни мешкають в північно-західній Австралії, в штатах Західна Австралія і Квінсленд, на Північній Території. Віддають перевагу кам'янистим схилам, порослим лісом і чагарником. Харчуються фруктами, насінням, іншими частинами рослин.

## Систематика
Найбільш ранні рештки гризунів, що пов'язують з цим родом  відносяться до пізнього пліоцену. Морфологія хромосом відрізняє представників цього роду від інших австралійських гризунів. Моляри Zyzomys наібільш схожі на зуби  кролячих пацюків (Conilurus), а за морфологією пеніса вони подібні до австралійських псевдомишей (Pseudomys) і споріднених видів.
Виділяють п'ять видів:
- Zyzomys argurus
- Zyzomys maini
- Zyzomys palatilis
- Zyzomys pedunculatus
- Zyzomys woodwardi

## Збереження
Z. palatilis і Z. pedunculatus дуже рідкісні, МСОП вважає їх такими, що знаходяться на межі зникнення. Z. maini є вразливим видом. Двом іншим видам нічого не загрожує.